# 折萼杜鹃
折萼杜鹃（学名：Rhododendron auritum）为杜鹃花科杜鹃花属下的一个种。

## 扩展阅读
- 維基物種上的相關：折萼杜鹃